# Podjuga
Podjuga (ryska: Подюга) är en ort i Archangelsk oblast i Ryssland. Den är centralort för landsbygdsdistriktet Podjusjkoje, som har cirka 3 000 invånare.